# Nationaal park Manupeu Tanah Daru
Nationaal park Manupeu Tanah Daru is een park in Indonesië. Het ligt op het eiland Soemba in de provincie West-Nusa Tenggara.